# Alessandro Felici

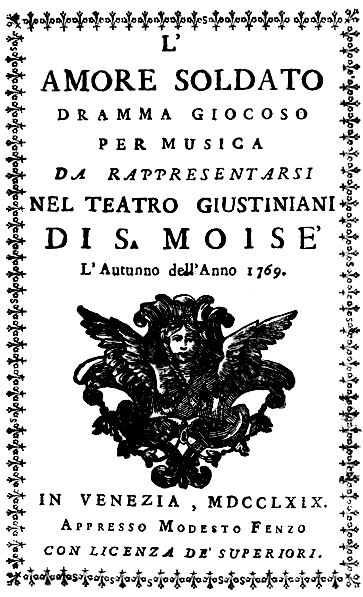
Frontespizio del libretto dell'opera L'amore soldato, composta da Felici nel 1769, conservato al Museo internazionale della musica di Bologna

Alessandro Felici (Firenze, 21 novembre 1742 – Firenze, 21 agosto 1772) è stato un compositore e violinista italiano da non confondersi con il coevo compositore romano Felice Alessandri.

## Biografia
Suo padre fu Bartolomeo Felici, maestro di cappella della Basilica di San Marco. Da lui imparò organo e composizione, e studiò anche con il violinista Giuseppe Castrucci. All'età di 14 anni era già noto a Firenze per i suoi virtuosismi al cembalo e all'organo. Manifestò il desiderio di comporre per il teatro, e nel 1765 il padre lo indirizzò a Napoli, città dalla vivace attività operistica, dove studiò «drammatica» con Gennaro Manna. Rientrato a Firenze già nel 1767, Felici cominciò a comporre le sue opere, caratterizzate da una spinta espressiva più incisiva di quella dei contemporanei (anticipatrice dell'atmosfera romantica), che gli garantirono un immediato e cospicuo successo. Si ha notizia di più di 10 suoi lavori teatrali, rappresentati non solo a Firenze ma anche a Roma, Venezia, Torino, Milano e perfino Madrid e Lipsia. Nel 1769 la sua opera Apollo in Tessaglia inaugurò i concerti dell'Accademia degli Ingegnosi. Si dedicò anche alla produzione sacra e strumentale, tra cui si distinguono i lavori per tastiera, che parteciparono completamente alla moderna concezione del concerto che negli stessi anni si stava sviluppando a Londra e Vienna: le sue sonate per cembalo, come osservato da Fausto Torrefranca, anticipano alcuni temi di Mozart e Clementi. Parallelamente alla composizione si dedicò all'insegnamento nella scuola d'organo e composizione del padre: il loro allievo più illustre fu il celebre operista Luigi Cherubini. La sua attiva carriera fu interrotta improvvisamente dalla tubercolosi, che lo uccise ventinovenne. L'unico suo detrattore fu il marchese Eugène de Ligniville, che in una lettera a Giovanni Battista Martini sentenziò che il suo cane da caccia sapeva sul contrappunto molto più di Felici.

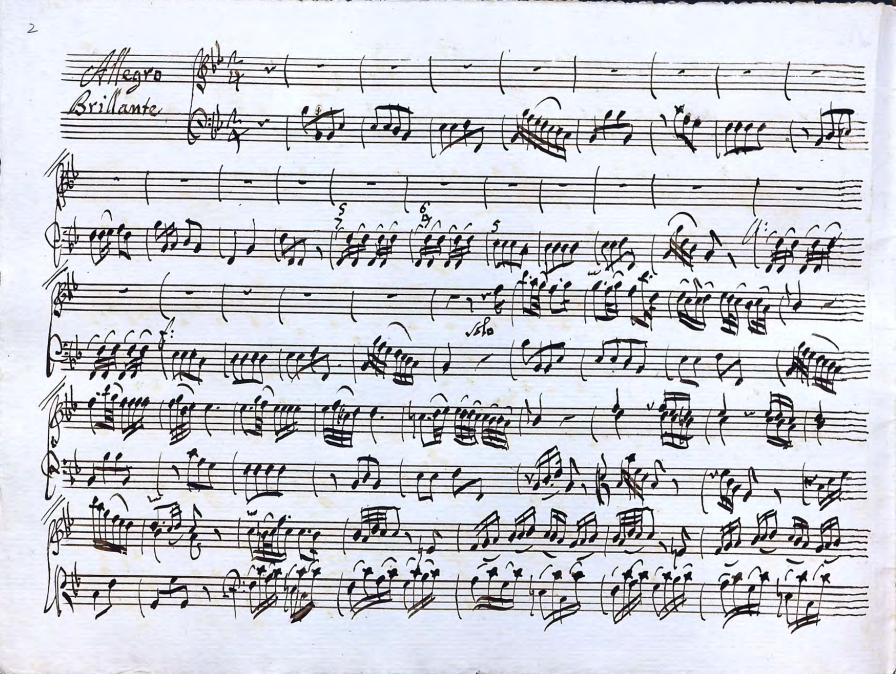
Prima pagina, recante la parte dello strumento solista, del Concerto per cembalo, violini obbligati, corni da caccia, viola e basso in Si bemolle maggiore di Felici. Manoscritto datato 1770 conservato nel Fondo Ricasoli dell'Università di Louisville in Kentucky

## Fonti
Della sua produzione rimane poco. Abbiamo la musica solo di una delle sue opere teatrali, quella de L'amore soldato (rappresentata a Venezia nel 1769), pervenutaci in copie di varia natura (anche manoscritti novecenteschi) presenti nelle biblioteche di Dresda (Sächsische Landesbibliothek – Staats- und Universitätsbibliothek), Vienna (Österreichische Nationalbibliothek), Budapest (Országos Széchényi Könyvtár) e Washington (Library of Congress). Copie manoscritte coeve dei suoi lavori sacri e profani (concerti, sonate per cembalo, stralci di arie d'opera) si conservano in maggior numero a Venezia (nel Fondo Torrefranca del Conservatorio Benedetto Marcello), e a Louisville in Kentucky (nel Fondo Ricasoli dell'Università). Si segnalano manoscritti di sue composizioni a Pistoia (Archivio Musicale del Duomo di Pistoia), Bologna (Conservatorio), Firenze (Conservatorio Luigi Cherubini), e Siena (Archivio del Duomo, Biblioteca Piccolomini e Opera Metropolitana). Il Centro Documentazione Musicale della Toscana ha individuato opere di Felici nel Fondo musicale Venturi di Montecatini Terme. I libretti delle sue opere sono per lo più conservati nel Conservatorio di Firenze, nella Biblioteca Marucelliana fiorentina, nel Museo internazionale e biblioteca della musica di Bologna, nella Fondazione Giorgio Cini di Venezia e nella Staatsbibliothek di Berlino.

## Discografia
Nel 1969 i Solisti di Roma (Massimo Coen, Mario Baruffa, Luigi Lanzillotta), con Paola Bernardi al clavicembalo, hanno registrato il Concerto in fa maggiore per clavicembalo di Felici nell'Auditorium della Discoteca di Stato di Roma. Dopo essere stata pubblicata in numerosi formati di varie etichette (LP, CD), la registrazione è stata digitalizzata dall'Istituto Centrale per i Beni Sonori e Audiovisivi sul loro sito.